# التطور الديمقراطي في هونغ كونغ
أصبح كل من الديمقراطية وحقوق الإنسان من القضايا الرئيسية منذ نقل السيادة إلى الصين في عام 1997. يسمح مبدأ «بلد واحد، ونظامان مختلفان» لحكومة هونغ كونغ بإدارة جميع مجالات الحكومة باستثناء العلاقات الخارجية والدفاع (العسكري) بشكل منفصل عن الحكومة الصينية الوطنية. أصبح العديد من مواطني هونغ كونغ قلقين بشأن التطور الديمقراطي عندما بدا أن الرئيس التنفيذي الأول لهونغ كونغ «تونغ تشو هوا» قد أساء التعامل مع هذه القضية. أصبحت القضايا الأخرى المتعلقة بالديمقراطية التي تتضمن حقوق الإنسان والاقتراع العام (في هذه الحالة الحق في انتخاب قادة هونغ كونغ من خلال انتخابات عامة ضمن اقتراع عمومي دون تقييد من الحكومة المركزية للصين) النقطة المحورية الجديدة للمعسكر المؤيد للديمقراطية. منذ خمسينيات القرن العشرين، دأبت الحكومة الصينية على تهديد البريطانيين بألا يحاولوا العمل على تحقيق تطور ديمقراطي في هونغ كونغ. رفضت بكين في أواخر الثمانينيات محاولات البريطانيين لجلب مواطني هونغ كونغ إلى طاولة المفاوضات خلال النقاشات الصينية الإنجليزية. واجه الحاكم الأخير كريس باتن قدرًا كبيرًا من المعارضة في محاولته تغيير النظام السياسي للمستعمرة السابقة. تعرضت الصين لانتقادات بسبب انتهاكها سياسة «بلد واحد، نظامان مختلفان».
منذ انتخاب ساي ليانغ رئيسًا تنفيذيًا في عام 2012، توقف التطور الديمقراطي. اندلعت ثورة المظلات من قبل الطلاب الساخطين بسبب مماطلة بكين المستمرة، وخاصة بسبب إعلان اللجنة الدائمة للمجلس الوطني لنواب الشعب في 31 أغسطس 2014؛ الذي قال إن على هونغ كونغ أن تقبل عملية انتخابية للرئيس التنفيذي في عام 2017 والتي سيجري ضمنها كحد أقصى ثلاثة مرشحين ممن ستوافق عليهم مسبقًا لجنة الانتخابات - وهي مجمع انتخابي يُنظر إليه على نطاق واسع على أنه موال لسلطات بكين.

## تحت الحكم البريطاني

### القرن التاسع العشر
في عام 1856، اقترح الحاكم آنذاك السير جون بورينغ تغيير دستور المجلس التشريعي وزيادة العضوية إلى 13 عضوًا، يُنتخب خمسةٌ منهم من قبل ملاك الأراضي الذين يحصّلون إيجارات تتجاوز 10 جنيهات. تعرضت هذه المحاولة الخجولة الهادفة لإنشاء شكل محدود للغاية من الديمقراطية (لم يكن هناك سوى 141 ناخبًا من هذا القبيل، نصفهم من غير البريطانيين) للرفض من قبل وزارة المستعمرات على أساس أن السكان الصينيين لم يكن لديهم احترام «للمبادئ الرئيسية التي يقوم عليها النظام الاجتماعي».
اعتبرت السلطات الحركات ذات القواعد الشعبية مزعجة للغاية. عندما قام العمال الآسيويون بأعمال شغب في عام 1884 بعد أن غُرّم عدد منهم بسبب رفضهم العمل لدى التجار الفرنسيين، سُنّ قانون الحفاظ على السلام، الذي حظر العضوية في أي منظمة تُعتبر «غير متوافقة مع السلام والنظام الجيد للمستعمرة». فُرضت كذلك الرقابة على الصحافة.
أظهرت الفئات من غير النخبة في هونغ كونغ مرارًا انخراطها السياسي. أظهروا عدم رغبتهم في الخضوع لسيطرة الحكومة وقاموا بإضرابات بشكل متكرر لحماية حرياتهم. اندلعت الإضرابات العامة وإضرابات الحمالين في الأعوام 1844، و1858، و1862، و1863، و1872، و1888، و1894.
في يونيو 1896، التمس الحاكم آنذاك السير ويليام روبنسون آراء السكان المباشرة بشأن العضوية المقترحة في مجلس الصرف الصحي. في الاستفتاء الذي أُجري على المقيمين البريطانيين، والذي استبعد أعضاء الخدمات الامبراطورية والمدنية، فضّلت الغالبية العظمى مجلسًا تُنتخب فيه أغلبية الأعضاء من قبل المقيمين. اعتبر وزير الخارجية الاستفتاء بمثابة تهديد لمنزلة التاج البريطاني في هونغ كونغ وتجاهله. رفض روبنسون الاستفتاء بشكل قاطع رغم أنه من باشر به، وخلص إلى أنه «يمكن للحكومة التعامل مع الإدارة المباشرة للخدمات بشكل أكثر فعالية من مجلس مُنتخب».

### القرن العشرين حتى الحرب العالمية الثانية
ردًا على الثورة الصينية، سُنّ قانون الجمعيات، الذي تطلّب تسجيل جميع المنظمات وأعاد إحياء الاختبار الرئيسي الذي شوهد في تشريع عام 1884، الاختبار الذي يستطيع الحكم على الجمعيات بأنها غير قانونية. ذهب هذا القانون أبعد من سلفه من خلال استهداف الغرف التجارية بشكل صريح. كانت الإدارة قلقة بشكل خاص بشأن قمع أي نشاط قد يسهم في لعب هونغ كونغ دورًا نشطًا في الاضطرابات عبر الحدود. حظر القانون حرية تكوين العمال في نقابات، وفرض بيروقراطية تقييدية على التسجيل، ومراقبة صارمة للاجتماعات المقترحة.
في عشرينيات القرن العشرين، نُظّم العمال عبر مقاولي العمل الذين، بالتوازي مع النظام التجاري الذي عمل على إغناء الكومبرادوريين الأقوياء، وفّروا قناة اتصال بين إدارة هونغ كونغ الأجنبية وعمالهم، ولكن لصالح مقاولي العمل بشكل كامل. كان العمال عاجزين وتعرضوا للاستغلال بشدة في ظل النظام.
في عام 1936، أُعيد تشكيل مجلس الصرف الصحي تحت اسم المجلس الحضري وضم ثمانية أعضاء مُعينين غير رسميين، بمن فيهم ثلاثة من أصل صيني.

### ما بعد الحرب العالمية الثانية
في عام 1946، بعد فترة وجيزة من الحرب، ارتفعت أصوات انتقادية ضد الاستعمار. اقترح الحاكم السير مارك يونغ مجلسًا بلديًا يتمتع بكفاءة كبيرة للحكم ومكون من 48 عضوًا، ينتخب فيه غير الصينيين ثلث الأعضاء، وتنتخب المؤسسات الصينية الثلث الثاني، وينتخب الأفراد الصينيون الثلث الأخير، عُرف ذلك باسم «خطة يونغ»، إذ اعتقدوا أنه «لمواجهة تصميم الحكومة الصينية على استعادة هونغ كونغ، كان من الضروري منح السكان المحليين حصة أكبر في الإقليم من خلال توسيع الامتيازات السياسية لتشملهم». فشل الإصلاح بسبب الكثير من المقاومة من الشركات الأجنبية، ووجود حاكمٍ جديد محافظ ومرتاب، وبسبب مخاوف لندن من أن تصبح هونغ كونغ ساحة معركة سياسية بين الكومينتانغ والحزب الشيوعي الصيني.
تولى ألكسندر غرانثام منصب الحاكم في عام 1947، بعد استقالة السير مارك يونغ بسبب اعتلال صحته. لم يكن غرانثام، وهو موظف حكومي منذ سنوات عديدة، مؤيدًا للإصلاحات الديمقراطية في هونغ كونغ. اعتبر غرانثام أن خطة يونغ كانت سيئة التصميم لأنه لم يكن يثق بالصينيين وشك في ولائهم لبريطانيا والتاج البريطاني. لم يستطع أن يرى أن خطة يونغ ستغير من ذلك. وقد أوقف عملية الإصلاح وأعاد صياغة المقترحات ضمن حالة جمود لمدة عامين.